# タータキアップ郡
座標: 北緯13度26分41秒 東経101度36分40秒 / 北緯13.44472度 東経101.61111度
タータキアップ郡（タータキアップぐん）はタイ中部・チャチューンサオ県にある郡（アムプー）である。

## 名称
ラーマ3世（ナンクラオ）時代、ワット・スタットの前にジャイアント・スイングを支えるための支柱を探していたが、この地域の住民からそれにふさわしい木があるとの報告を受け、日本の赤い木が、現在の船着き場から流された。その後、ここはター・ロントンタキアップ（支柱の木が流された船着き場）と呼ばれるようになり、その後なまってター・タキアップ（支柱の船着き場）と呼ばれるようになった。

## 歴史
タータキアップ郡は1991年4月1日、サナームチャイケート郡から二つのタムボンが分離して分郡（キンアムプー）として成立した。その後、1996年12月5日に郡（アムプー）に昇格した

## 地理
北西部は開発された土地が広がっているが、南部や東部は山地となっている。南部にはカオ・アーンルーナイ野生生物保護区がある。郡内の主な水源は、クローンシーヤット貯水池である。
国道3256号線が東から西北に通っており東にワンソムブーン郡、西北にサナームチャイケート郡とつながっている。

## 経済
郡内の主な産業は農業、サラリーマン業である。農業ではパラゴムノキ、キャツサバ、サトウキビなどが主な生産物である。

## 行政区分
郡は2のタムボンに分かれ、さらにその下位に45の村（ムーバーン）がある。郡内には自治体（テーサバーン）はない。また、郡内には2のタムボン行政体（オンカーンボーリハーンスワンタムボン）がある。
1. タムボン・タータキアップ・・・ตำบลท่าตะเกียบ
2. タムボン・クローンタクラオ・・・ตำบลคลองตะเกรา